# سراوان
سَراوان یکی از شهرهای استان سیستان و بلوچستان و مرکز شهرستان سراوان در جنوب شرقی ایران است. سراوان اولین نقطه در ایران است که خورشید در آن طلوع می‌کند و به «زادگاه خورشید ایران» معروف است.

## پیشینه
آثار بدست آمده در سراوان نشان می‌دهد که این شهر سابقه تاریخی و تمدن بسیار کهنی دارد. سنگ نگاره‌های کشف شده در سراوان که مربوط به هزاره اول قبل از میلاد مسیح هستند نشان از تمدن کهن این شهر دارد همچنین سفال کلپورگان که قدمت هفت هزار ساله دارد و تنها موزه زنده سفال جهان است از دیگر آثار تاریخی این شهر است. پیش از سال ۱۳۰۵ شمسی سراوان فعلی روستایی بنام «شستون» بود که به تدریج بر وسعت آن افزوده شد و به سراوان معروف شد

## موقعیت جغرافیایی و زیست‌محیطی شهرستان سراوان
موقعیت جغرافیایی شهرستان سراوان در نقشه، ۶۲ درجه و ۲۰ دقیقه طول جغرافیایی و ۲۷ درجه و ۲۲ دقیقه عرض جغرافیایی می‌باشد. ارتفاع این شهرستان از سطح دریا ۱۱۶۵ متر و مسافت آن تا تهران ۱۹۰۶ کیلومتر است. شهرستان سراوان با مساحت ۱۶۰۹۶ کیلومتر است. 
آب و هوای شهرستان سراوان در تابستان گرم و خشک و در زمستان معتدل است. کوه‌های کوه سفید گشت، کوه سرخ در بم‌پشت، از مرتفع‌ترین کوه‌های این شهرستان محسوب می‌شوند. رشته کوه سیاهان طولانی‌ترین رشته کوه در این شهرستان می‌باشد که از نزدیکی‌های تفتان شروع و تا ناهوک در محدوده پاکستان ادامه دارد. از رودخانه‌های شهرستان سراوان می‌توان به ماشکید اشاره نمود.

## جمعیت
بر پایه سرشماری عمومی نفوس و مسکن سال ۱۳۹۵ جمعیت این شهر ۶۱ هزار و ۱۴ نفر شامل ۳۰هزار و۶۸۹نفر مرد و ۲۹هزار و ۳۲۵نفر زن بوده‌است که از این تعداد ۹۰ درصد جمعیت بلوچ هستند.

## آثار تاریخی
- موزه زنده سفال کلپورگان بلوچستان
- قلعه دزک (بلقیس)
- کوه مهرگان
- مسجد جامع سراوان (دزک) بلوچستان
- مسجد جامع سرجو
- تپه کلاتک
- تپه کلاتک بخشان
- تپه روباهک
- تپه ککی
- تپه شاه مردان
- سنگ نگاره‌های گشت

درخت کهنسال سرو روستای سرجو شهرستان سراوان، یکی از جاذبه‌های طبیعی این شهرستان بود که بر اثر خشکسالی متوالی، خشک شده‌است.  به گفته کارشناسان، این درخت قدمتی 1600 ساله دارد. این درخت به علت خشکسالی و عدم آبیاری زمین‌های اطراف و خشک شدن رودخانه فصلی سرخ چوبی، کاملاً خشک شده‌است.  درخت سرو سرجو 23 متر ارتفاع داشت و دور قطر آن 3 متر و 80 سانتی‌متر بود.  روزگاری در اعتقادات مردم منطقه به عنوان درختی مقدس از آن یاد شده‌است و کشاورزان قبل از آبیاری زمین‌های خود این درخت را آبیاری می‌کردند و بعد از آن مبادرت به آبیاری زمین‌های کشاورزی خود می‌کردند.

حوزه علمیه دارالعلوم زنگیان سراوان که متولی آن مولوی سید عبدالعزیز ساداتی بوده‌است با بیش از یک قرن قدمت از آثار مهم و اولین حوزه علمیه اهل سنت دربلوچستان محسوب می‌شود.
تابه حال ۴۲۰اثر تاریخی در سراوان وجود دارد که ۱۳۰ اثر آن در فهرست آثار ملی به ثبت رسیده‌است.
۱–۲ سنگ نگاره‌های سراون بزرگ‌ترین نگارخانه سنگی دربلوچستان و ایران: مهم‌ترین و بیشرین محل قرارگیری سنگ نگاره‌ها در محدوده مناطق شهرستان را «کوه مهرگان»، «دره کندیک»، «دره شیر و پلنگان»، «دره درو»، «دره هلی»، «کوه تونان» در سب و سوران و نقاشی‌های صخره ای «پیرگوران» و همچنین شامل روستای ناهوک، سنگ نگاره‌های «سر دشت ناهوک»، «دره نگاران» و «گشت» اشاره کرد. مهم‌ترین این سنگ نگاره‌ها که بر روی کوه‌های منطقه سردشت دردره ای بنام دره نگاران در محدوده روستای ناهوک واقع شده‌است وبراساس بررسی‌های تاریخی وکارشناسی‌های باستان‌شناسی مربوط به دره شکار مربوط به ده هزار سال پیش است
سنگ نگاره‌های دره نگاران ناهوک :دره نگاران» مجموعه ای کم‌نظیر از نقش و نگار کنده شده بر روی سینه سنگ‌ها و صخره‌ها است که نظر هر بیننده ای را به خود جلب می‌کند. در این محل انبوهی از نقوش اصیل و قابل مطالعه وجود دارد که با توجه به تعداد زیاد نقش و نگار آن را از جمله باستان شناسان اعلام کرده‌اند که توجهی به مجموعه نقوش دره نگاران مشخص می‌کند که مهاجران و مهاجمان در هزاره قبل از میلاد مسیح به این سرزمین وارد شده‌اند.
سنگ نگاره‌های کوهمهرگان:درایران باستان مردم دارای کیش ومذهب زردتشتی بودند که مزدسینا آئین‌های باستانی همچون جشن مهرگان را که یکی از مهم‌ترین جشن‌های آنان بشمار می‌رفت انجام می‌دادند. بر فراز کوه مهرگان که کوهی کم ارتفاع می‌باشد و در حدود ۴۰ متر ارتفاع دارد بر روی صخره‌های نسبتاً صاف و هموار آن، نقوش فراوانی دیده می‌شود که از جمله مهم‌ترین موضوعات نقوش آن می‌توان به نقوش شکار حیوانات علف‌خواری همانند غزال، جبیر و بز کوهی اشاره کرد؛ که آثاری از نقوش انسانی یا حیوانی همچون نقش دو انسان در حال گفت وگو با یکدیگر یا نقش یک بز و یک غزال یا جبیر نیز در میان سنگ نگاره‌های کوه مهرگان به چشم می‌آید. این کوه در حومه شرقی شهرسراوان و در حد فاصل دو جاده آسفالته سراوان به روستای دزک و همچنین جاده آسفالته دیگر سراوان به آسپیچ محمدی وکوهک و در موازات آن قرارگرفته‌است مردم محلی:از این کوه بنام کوه مهرگان یاد می‌کنند که بر فراز این کوه وبر روی سطح صخره‌های آننقوش متنوعی نقش شده بود که متأسفانه در حال حاضر تنها بخشی اندک از آن‌ها باقی مانده‌است. اکثر سالمندان ساکن در همجواران از تعداد فراوان و تنوع این نقوش از بین رفته یاد می‌کنند؛ که به تدریج نابود شده‌اند.

## زمین‌لرزه سراوان سال ۱۳۹۲
در تاریخ ۲۷ فروردین ۱۳۹۲ زمین‌لرزه‌ای به بزرگی ۷٫۸ ریشتر در بلوچستان منطقه ی سراوان اتفاق افتاد. به دلیل عمق کانونی بسیار زیاد که حدود ۹۰ کیلومتر بود این زلزله خسارت زیادی در پی نداشت؛ و به همین دلیل لرزش‌های این زلزله در نقاط دوردست نظیر دوبی نیز احساس شد

## دانشگاه‌ها، مراکز آموزش عالی و فرهنگی هنری
- دانشگاه سراوان
- دانشگاه آزاد سراوان
- دانشگاه علمی کاربردی
- دانشگاه فرهنگیان
- دانشگاه پیام نور